# 名越切通

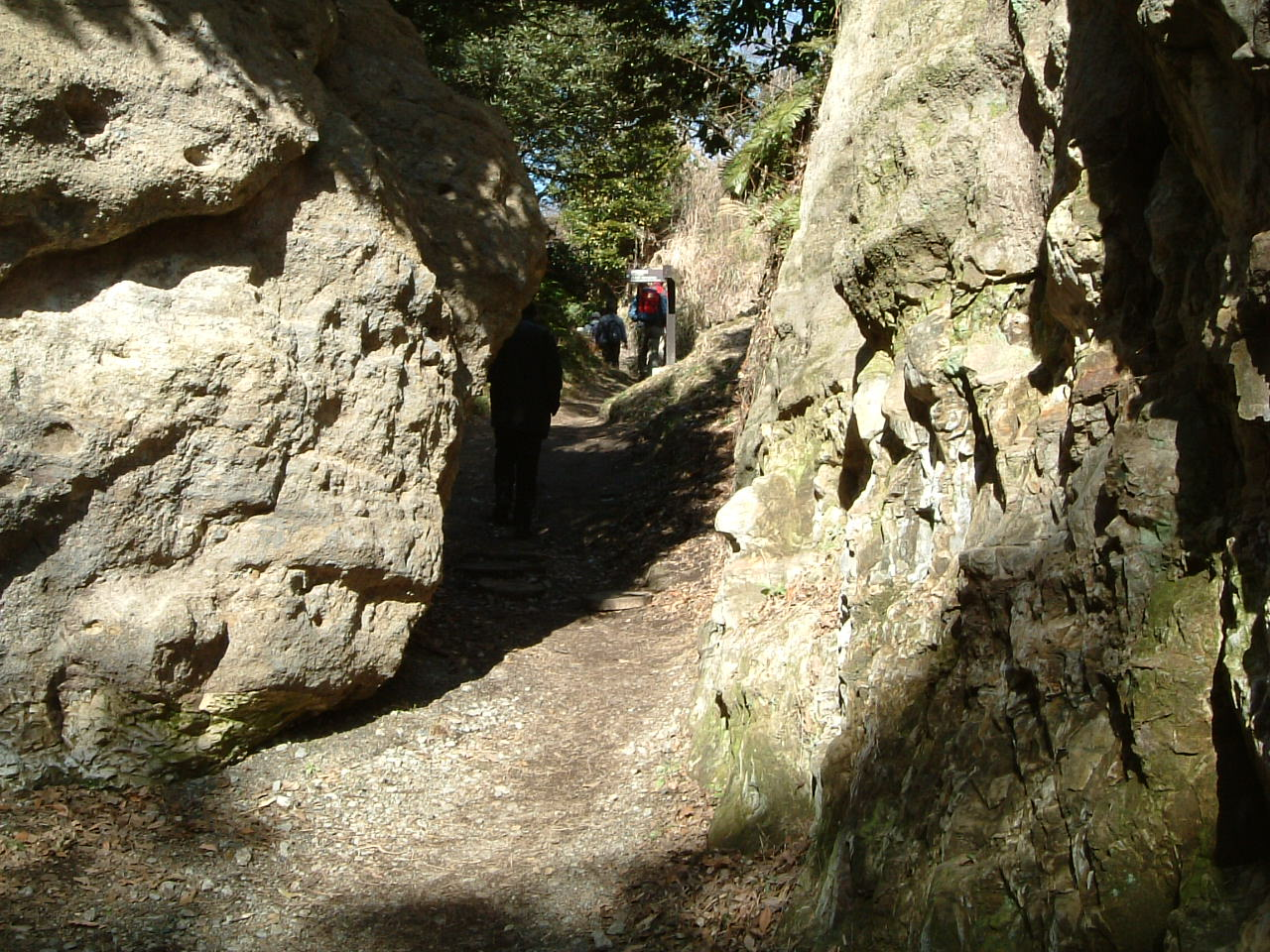
鎌倉七口の一つである名越切通し（第一切通し最狭隘部）を南側（逗子側）から望む。2010年2月6日撮影。

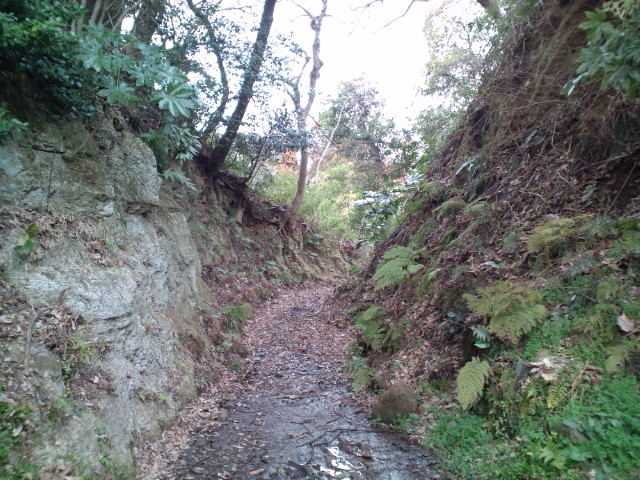
まんだら堂跡への入口から逗子寄りにある第2切通し。2014年2月26日撮影。

名越切通（なごえきりどおし）は、神奈川県鎌倉市南東部から逗子市に抜ける道である。鎌倉七口のひとつに数えられる。国の史跡。現在は付近をJR横須賀線と神奈川県道311号鎌倉葉山線がトンネルで通過しており、一般に交通路としては利用されていない。

## 概要
名越切通は、鎌倉と三浦半島を結ぶ要路のひとつであり、戸塚宿から鎌倉を経て浦賀へ続く浦賀道の一部でもあった。
切通を含む名越路（名越坂とも）は、より南側にある小坪路とともに、かつては鎌倉から三浦半島へ連絡する数少ない陸路であった。地域名ともなっている「名越」の名は、この道が峻険で「難越」（なこし）と呼ばれたことに由来すると言われる。
道として地名が登場するのは、『吾妻鏡』の天福元年（1233年）8月18日の条に「名越坂」とあるのが最初で、
すでにこの頃には主要な交通路であったことがうかがえ、後に七口に数えられる切通の中でも比較的早期に整備されたものと考えられる。
江戸時代に著された「新編鎌倉志」には、
とある。久野谷村は、現在の逗子市久木にあたる。
現在、鎌倉側から名越切通に向かうには、神奈川県道311号鎌倉葉山線（旧国道134号）がJR横須賀線をまたぐ名越踏切脇から、線路に沿った旧道に入る。旧道は鎌倉五名水のひとつ日蓮乞水前を経て、線路の北側に渡る。線路北側に沿うように山の斜面を登ると、横須賀線の名越トンネル入口の上辺りから山道に入る。山道に入るわずかに手前には庚申塔がある。
鎌倉側から入って間もなく比較的きつい上りがあり、これを登りきると、左右に平場がある。左の平場への小道は、そのまま「大切岸（おおきりぎし）」（後述）の上の尾根筋に続き、現在の丘陵上の住宅地「鎌倉逗子ハイランド（鎌倉市浄明寺六丁目、逗子市久木八丁目）」、衣張山方面に抜ける。『新編鎌倉志』の附図にも、切通の途中から、大切岸の南の御猿畠山、法性寺に至る道が記されており、この分かれ道はそれなりの昔から存在していたことが判る。

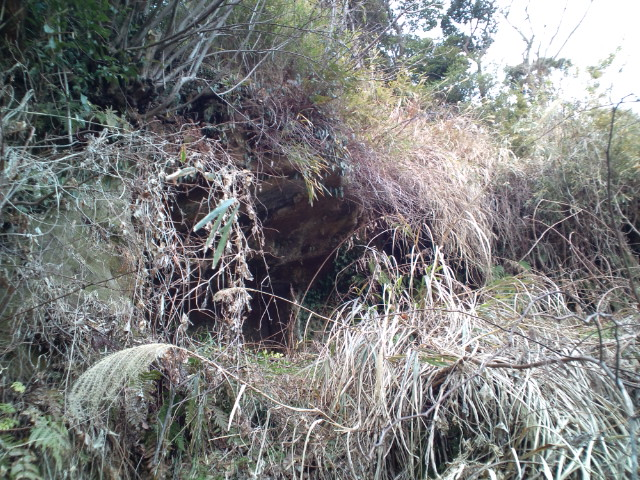
第1〜第2切通し間の、道に面したやぐら。2014年2月26日撮影。

また、左側の平場に隣接して、尾根を削り取って作られた崖面に多数のやぐら（横穴式墳墓）が集積した「まんだら堂やぐら群」がある。やぐらのなかには名越切通の道に面して作られているものもあるが、それらは、普段は雑草や潅木に遮られており目立たない。
道はいくつかの小さな切通を経由しながら、逗子市小坪の谷戸の最奥部を巻くように進む。途中には、谷戸（京浜急行バス「緑ヶ丘」バス停付近）に下りる道もある。現在の逗子側出口は、切通し道に連なる尾根上が「亀が岡団地（逗子市小坪一丁目）」として開発されている。
逗子側出口近く、逗子市の資料では「第一切通」と呼ばれる切通しは、名越切通の道筋にある複数の切通しのなかでも最も大きく深い。これが『新編鎌倉志』に記された「大空峒（おおほうとう）」ではないかと言われているが確証はない。また『新編鎌倉志』には「左右ヨリ覆ヒタル岸二所」とあるが、実際には小規模な切通しは数箇所あり、どれが「小空峒（こほうとう）」にあたるかは定かではない。
「亀ヶ岡団地」の北側に沿って歩くと急坂を経て、切通し下の名越隧道ほかを抜けてきた神奈川県道311号鎌倉葉山線に出る。急坂下、県道の少し手前には再び庚申塔があり、この道筋が名越路の逗子側からの登り口であったことが判る。

## 切通しの評価と調査
名越切通は直接近代の道路として整備されず、狭隘な山道として残されてきたうえ、切通し道に隣接した平場や切岸が目立つため、鎌倉七口のなかでも特に中世の旧鎌倉の防衛遺構の一部としての切通しの姿をよく保っていると言われてきた。
しかし、2000年（平成12年）に第一切通し部分で通路を横断する形で行われたトレンチ調査の結果、現在の路面のおよそ60センチメートル下までに4度の道路補修跡が確認された。最下の60センチメートル下の路面上から18世紀後半以降の焼物片が発見され、少なくとも江戸時代半ば以降、現在より低い位置を通る道が、崖面からの瓦礫等で埋まりかさ上げされてきたことが判明した。
また、第一切通のもっとも狭まった部分は道幅が約90センチメートルしかなく、しかも崖面が斜めになっているために人一人がやっと通れる程度で、切通しの防衛的性格の表れであると評されることも多いが、これも2004年（平成16年）度の崩落防止工事に伴う調査で、かつては270センチメートル以上あった道幅が岩塊の崩落で狭まった結果であることが確認されている。
一方で2009年（平成21年）度には、現在の第一切通より逗子寄りにある、現在の切通し道より約5メートル高い平場で15世紀以前のものと考えられる細い掘割り道の遺構が発見されており、こちらが中世の名越切通の本道であった可能性も指摘されている。
また、第一切通の現路面から約8メートル上の崖面に崩れかけたやぐらが発見されており、これも当初の路面がかなり高い位置を通っていた傍証とされる。
鎌倉を囲む山の岩盤は柔らかく掘りやすいため、段階的に切通し（掘割り）を深めて道の傾斜を緩めたり、一方で自然災害による崩落で道が埋まってかさ上げされたりといったことがしばしばあった可能性は大きく、名越切通も、実際には作られた当初の姿からはだいぶ変化を遂げているものと考えられる。

## 関連史跡と近隣の名所
国史跡「名越切通」は、切通本道だけでなく、隣接する「まんだら堂やぐら群」、北東に伸びる尾根筋の「お猿畠の大切岸」も指定区域に含めている。また大切岸西端（名越切通側）から南の谷筋に沿って、松葉ヶ谷法難の際、日蓮が猿に導かれ逃れた霊跡とされる法性寺がある。

### まんだら堂やぐら群
名越切通東側の尾根上近くは、崖面に多数のやぐらが3段、4段と重ねて掘られている。この近辺のみでその数は150以上確認されており、鎌倉周辺地域でも有数の大規模やぐら群となっている。
「まんだら堂」という地名は文禄3年（1594年）の検地帳で初めて確認できるが、当時すでに地名として残っていたのみで、どのような建物であったかは判っていない。
戦後、このやぐら群のある土地は法華経行者が「妙行寺」の名で庵を結び、あじさい畑を育てていたが、死後閉鎖された。その後逗子市が一帯の私有地を買い取り、名越切通しから大切岸までも含め、歴史公園として整備する計画を進めている（2014年2月現在）。
まんだら堂跡に関しては、整備を進める過程で数度の発掘調査が行われている。調査の結果、やぐらの多くが掘られた崖面は、尾根の頂近くを残して大きく岩盤を削り込んで作られた人工的なもので、その過程で発生した残土で前面の斜面に盛土を行い、平場を広げていることが確認された。やぐら近くでは、平場の岩盤に長方形の穴を掘り下げ、遺体を火葬したと考えられる跡も複数確認されている。こうして荼毘に付された遺骨がやぐらに納められたのではと考えられている。出土遺物から推定すると、やぐら群は鎌倉時代後半（13世紀末頃）から造られ始め、室町時代の中期（15世紀）まで使われたものと考えられる。
平場からは多くの小石塔の部品が発見されており、この土地の元の持ち主により、やぐらの中に多くの石塔が組み立てられているが、石塔の位置・組み合わせは本来とは異なっていると思われる。
2006年（平成18年）度の発掘調査では、尾根上の岩盤をコの字形に切り、中央に切石を敷いた遺構が発見され、またその遺構近くに斬首されたと考えられる頭蓋骨1個が埋められた土坑も発見された。切石敷遺構は石塔の基礎とも考えられ、斬首された高位の者の供養塔であった可能性もある。
近年は年に数回の特別一般公開が行われてきたが、2014年（平成26年）度中を目途に、やぐら群の常時公開を目指した整備事業が進められている。

### お猿畠の大切岸
鎌倉側から見て、名越切通の左側（東側）の尾根筋南面は、高さ3-10メートルの人工的な切り立った崖が若干の平場を伴って約800メートルに渡って連なる地形となっている。
この崖面は「お猿畠の大切岸」（おさるばたけのおおきりぎし）と呼ばれ、赤星直忠の調査・研究以来、「鎌倉城」の外城ラインとして、自然地形を鎌倉防衛のための城壁として強化するため、とりわけ北条氏の支配する鎌倉幕府にとって潜在的な脅威であった衣笠城を拠点とする三浦一族に対する備えとして形成されたものと考えられてきた。
しかし、これには否定的な見方も多く、2002年（平成14年）の発掘調査により、大切岸の地形は建築・土木用に板状の石材を大量に切り出した結果であることが確認された。石切りが行われた時代は、堆積した火山灰から1707年（宝永4年）の富士山噴火以前であることは確認されており、特に鎌倉において建物の基礎、護岸、井戸枠などに多くの切石が使われた14-15世紀が中心ではないかと考えられる。
一方、三浦氏は宝治元年（1247年）の宝治合戦により滅ぼされたが、それまでは鎌倉幕府において北条氏に次ぐ重臣であり、鎌倉内に居館があった（宝治合戦も鎌倉市街で起きている）ことを考えても、「三浦氏に対する備え」として整備されたとは考えづらい。
なお発掘調査を行った逗子市は、石切場であることを確認したものの、尾根そのものを切り崩さず、主に南面のみを切り立たせていることから、副次的に防衛目的に沿う地形維持に配慮して石材を切り出していた可能性はあると、推測の域として述べている。
大切岸のある尾根筋は、鎌倉市と逗子市の境界となっている。大切岸西端から下は法性寺の寺域で、法性寺から尾根道への登り口、および法性寺墓地奥にはいくつかのやぐらがある。『新編鎌倉志』には「堂ノ北ニ巌窟相並デ六アリ、此六老僧ノ居タル岩窟也」と記され、附図にも「六老僧巌窟」とあるが、これらのやぐらを指すのかどうかははっきりしない。
大切岸東端、通称「水道山」下には巨大な横穴があるが、これはやぐらではなく石を切り出した跡の可能性がある。また、尾根を隔てて鎌倉市大町側の「子ども自然ふれあいの森」パノラマ台南側崖面は、樹木と下生えで見えづらいが「まんだら堂やぐら群」同様、数段にわたり多数のやぐらが掘られている。

### 法性寺
大切岸の南側にある日蓮宗の寺院。山号は猿畠山。名越の松葉ヶ谷に草庵を構えた日蓮が浄土教信者による焼打ちに遭った際、3匹の白猿に導かれ、この寺の奥の院にある岩窟に避難したと伝えられる（松葉ヶ谷の安国論寺にも、猿に導かれて隠れたとされる「南面窟」がある）。
奥の院前には、日蓮の弟子である日朗の廟所がある。
山の下、JR横須賀線の線路に面して山門があり、奥の院裏手の墓地からは名越切通しに連なる大切岸の尾根道に上がることができる。

## 史跡沿革
- 1966年（昭和41年）4月11日 - 「名越切通」として国の史跡に指定[12]。指定範囲：切通路部分（逗子市小坪）およびまんだら堂やぐら群エリア。
- 1981年（昭和56年）10月13日 - 指定区域追加[13]。指定範囲：切通路北側部分（逗子市小坪）。
- 1983年（昭和58年）11月26日 - 指定区域追加[14]。指定範囲：大切岸エリア（逗子市小坪および久木、鎌倉市大町）
- 2008年（平成20年）7月28日 - 指定区域追加[15]。指定範囲：新たに遺構が確認された鎌倉市側区域。
- 2009年（平成21年）7月23日 - 指定区域追加[16]。指定範囲：同上。